# سياسة برلين

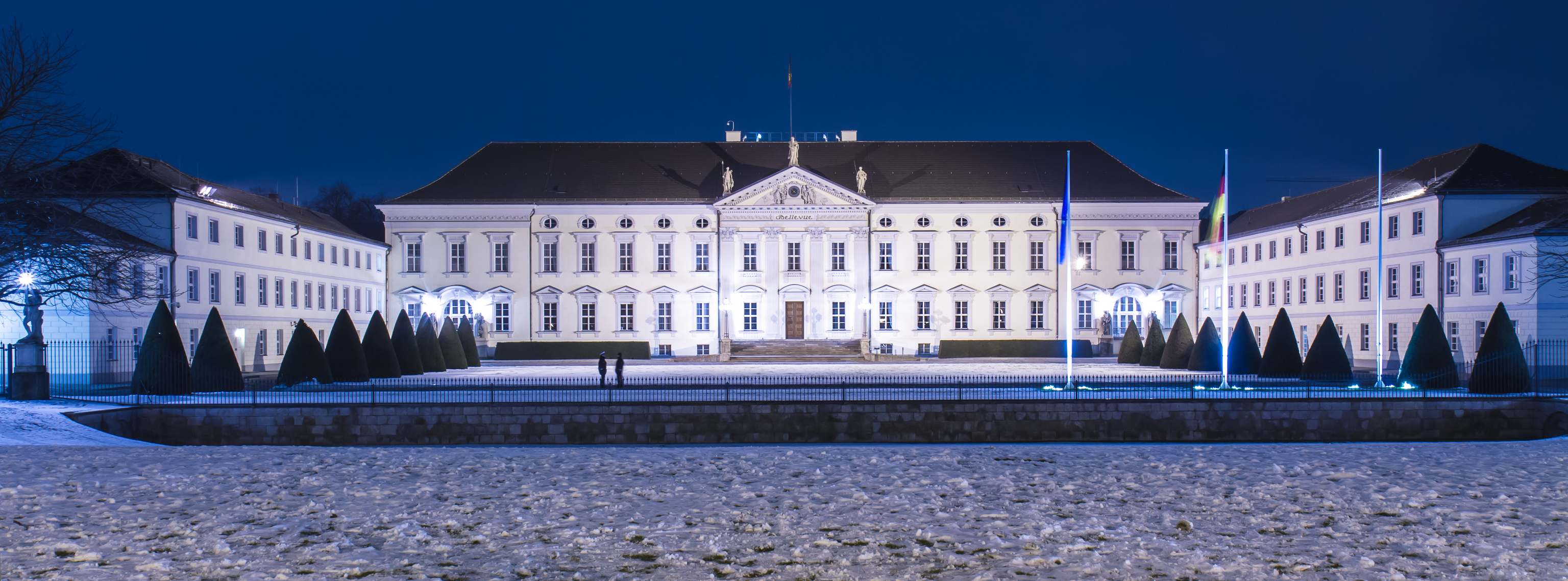
شلوس بلفيو

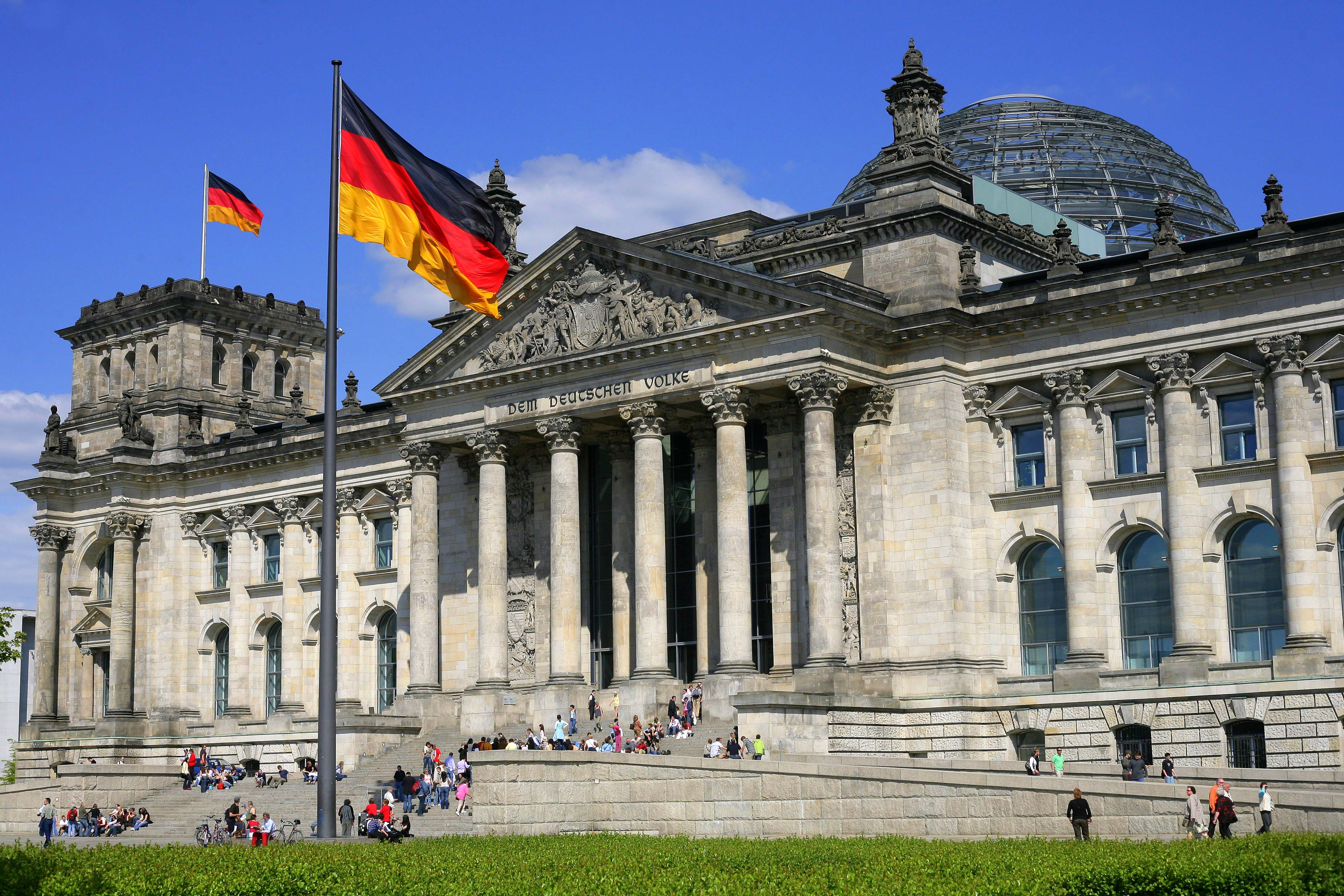
البوندستاغ في برلين.

برلين هي دولة-مدينة وعاصمة جمهورية ألمانيا الاتحادية. رئيس ألمانيا، الذي تكون وظائفه رمزية في المقام الأول بموجب الدستور الألماني، مقر إقامته الرسمي في قصر بيليفو. برلين هي مقر السلطة التنفيذية الألمانية، وتقع فيها المستشارية (Bundeskanzleramt). يواجه المستشارة بوندستاغ، وهو البرلمان الألماني، الذي يقع في مبنى الرايخستاغ الذي تم تجديده منذ انتقال الحكومة إلى برلين في عام 1998. يمثل البوندسرات («المجلس الاتحادي»، الذي يعمل بمثابة مجلس أعلى) الولايات الفيدرالية (Bundesländer) في ألمانيا وله مقعده في مجلس اللوردات البروسي السابق.

## العاصمة

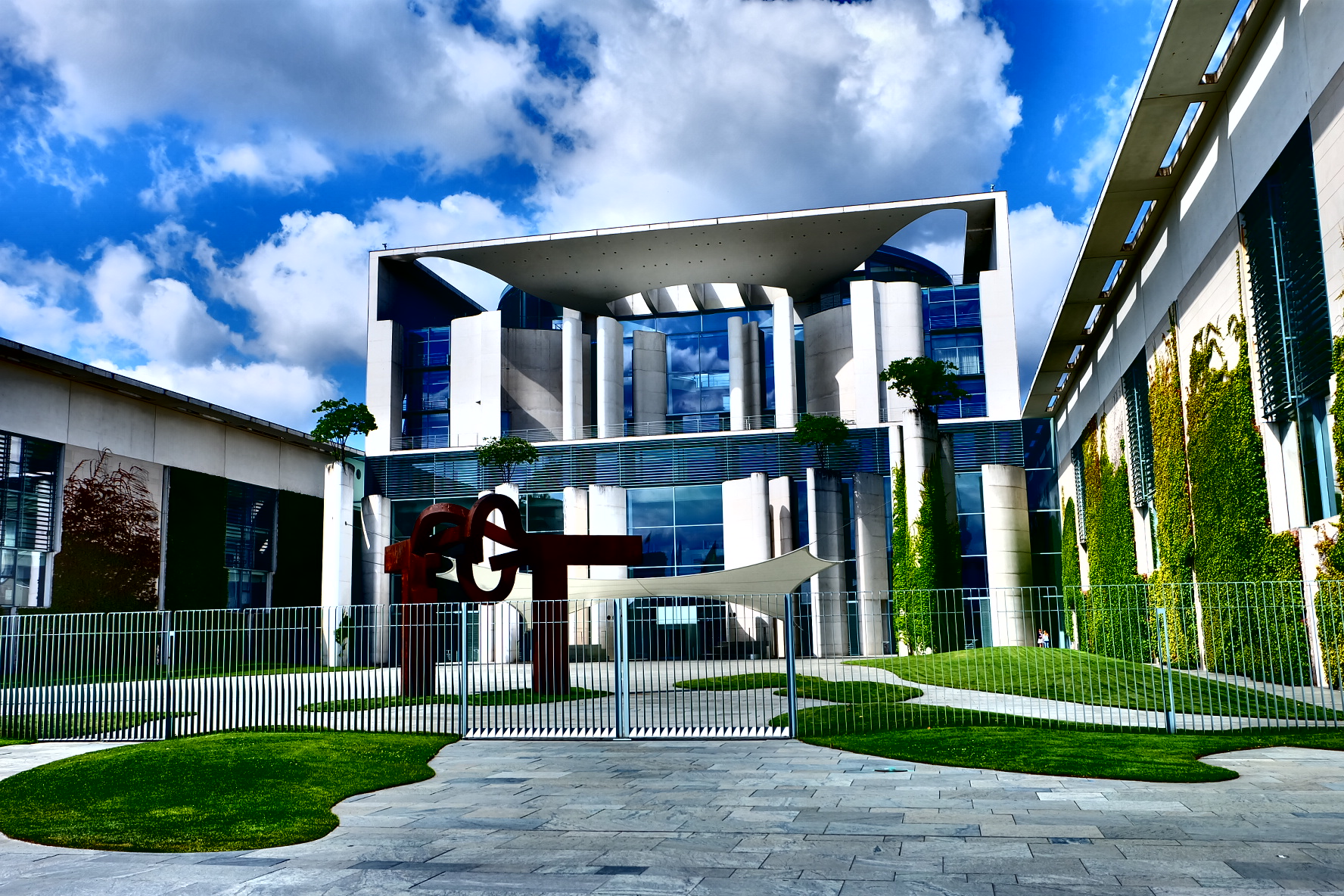
The Bundeskanzleramt

برلين هي عاصمة جمهورية ألمانيا الاتحادي. رئيس ألمانيا، الذي تكون وظائفه رمزية بشكل رئيسي بموجب الدستور الألماني، مقر إقامته الرسمي في قصر بيليفو. برلين هي مقر السلطة التنفيذية الألمانية، وتقع فيه المستشارية، Bundeskanzleramt.
يواجه المستشارية البوندستاغ، البرلمان الألماني، الذي يقع في مبنى الرايخستاغ الذي تم تجديده منذ عودة الحكومة إلى برلين في عام 1998. البوندسرات ("المجلس، الذي يؤدي وظيفة مجلس أعلى) هو تمثيل الولايات الاتحادية (Bundesländer) في ألمانيا ومقره في مجلس اللوردات السابق.

### الوزارات
تم الانتهاء من نقل الحكومة الفيدرالية والبوندستاغ إلى برلين في عام 1999، ولكن مع بعض الوزارات وكذلك بعض الإدارات الصغيرة التي تم الاحتفاظ بها في المدينة الفيدرالية بون، العاصمة السابقة لألمانيا الغربية. تستمر المناقشات لنقل الفروع المتبقية. وزارات وإدارات الدفاع والعدل وحماية المستهلك والمالية والداخلية والخارجية والشؤون الاقتصادية والطاقة والعمل والشؤون الاجتماعية وشؤون الأسرة وكبار السن والمرأة والشباب والبيئة والحفاظ على الطبيعة والبناء والسلامة النووية والغذاء والزراعة والتعاون الاقتصادي والتنمية والصحة والنقل والبنية التحتية الرقمية والتعليم والبحوث إلى العاصمة.

## دولة مدينة

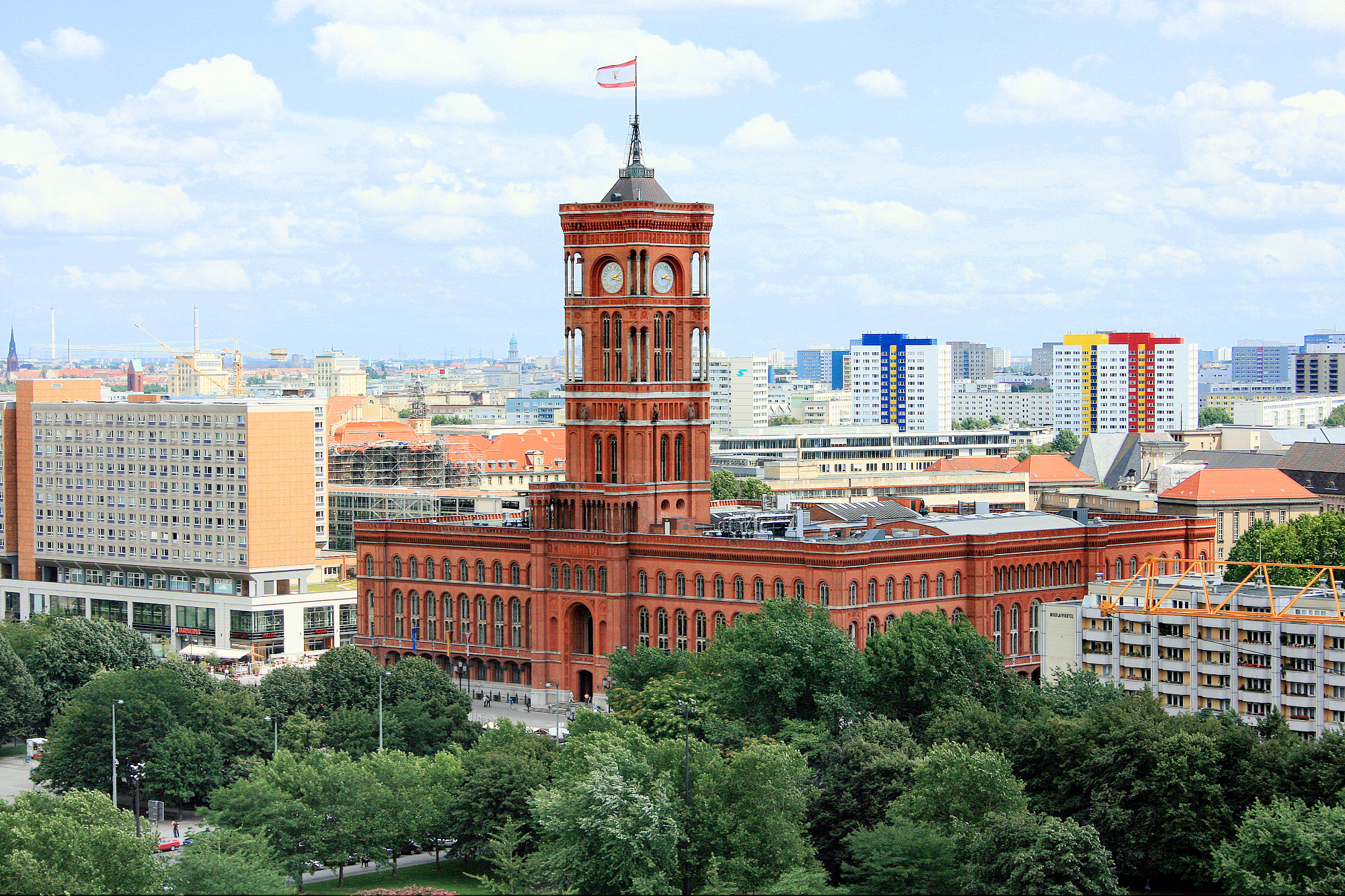
روتس راتوس، مقر مجلس الشيوخ في برلين

منذ إعادة توحيد ألمانيا في 3 أكتوبر 1990، كانت برلين واحدة من ثلاث دول مدينة (مع هامبورغ وبريمن) من بين الولايات الألمانية الـ 16. المدينة وبرلمان الولاية هو مجلس النواب (Abgeordnetenhaus)، ب141 مقعدًا. الهيئة التنفيذية في برلين هي مجلس الشيوخ في برلين (سينات فون برلين). يتكون مجلس الشيوخ من العمدة الحاكم (Regierender Bürgermeister) وما يصل إلى ثمانية من أعضاء مجلس الشيوخ الذين يشغلون مناصب وزارية (واحد يحمل اللقب الرسمي «العمدة» (Bürgermeister) كنائب لرئيس البلدية الحاكم). سيطر الحزب الديمقراطي الاجتماعي (SPD) واليسار (Die Linke) على حكومة المدينة بعد انتخابات الولاية لعام 2001، وفازوا بفترة أخرى في انتخابات الولاية لعام 2006. أنتجت انتخابات الولاية لعام 2011 ائتلافًا من الحزب الاشتراكي الديمقراطي والاتحاد المسيحي الديمقراطي.
يقع مكتب رئيس بلدية برلين في Rotes Rathaus (رد سيتي هول). من عام 2001 إلى عام 2014، تولى كلاوس فوفيرايت المنصب. وحاليا مايكل مولر.
تجاوز إجمالي ميزانية الدولة السنوية لبرلين في عام 2007 20.5 يورو   (28.7 دولارًا)   مليار دولار، والتي تضمنت فائضا في الميزانية قدره 80 مليون يورو (112 دولارًا)   (أول فائض في تاريخ الدولة-المدينة). نظرًا لزيادة معدلات النمو والإيرادات الضريبية، قام مجلس الشيوخ في برلين بحساب فائض ميزانية متزايد لعام 2008. كانت الميزانية الإجمالية المقدرة 5.5 مليار يورو (7.7 دولار)  ممولة من الحكومة الألمانية أو Bundesländer الألماني. بسبب النفقات المتعلقة بإعادة التوحيد بشكل أساسي، تراكمت على برلين -كدولة ألماني- ديون أكثر من أي مدينة أخرى في ألمانيا (ما يقدر بـ 60 مليار يورو (84 دولارًا)  في ديسمبر 2007).

### انتخابات 2016

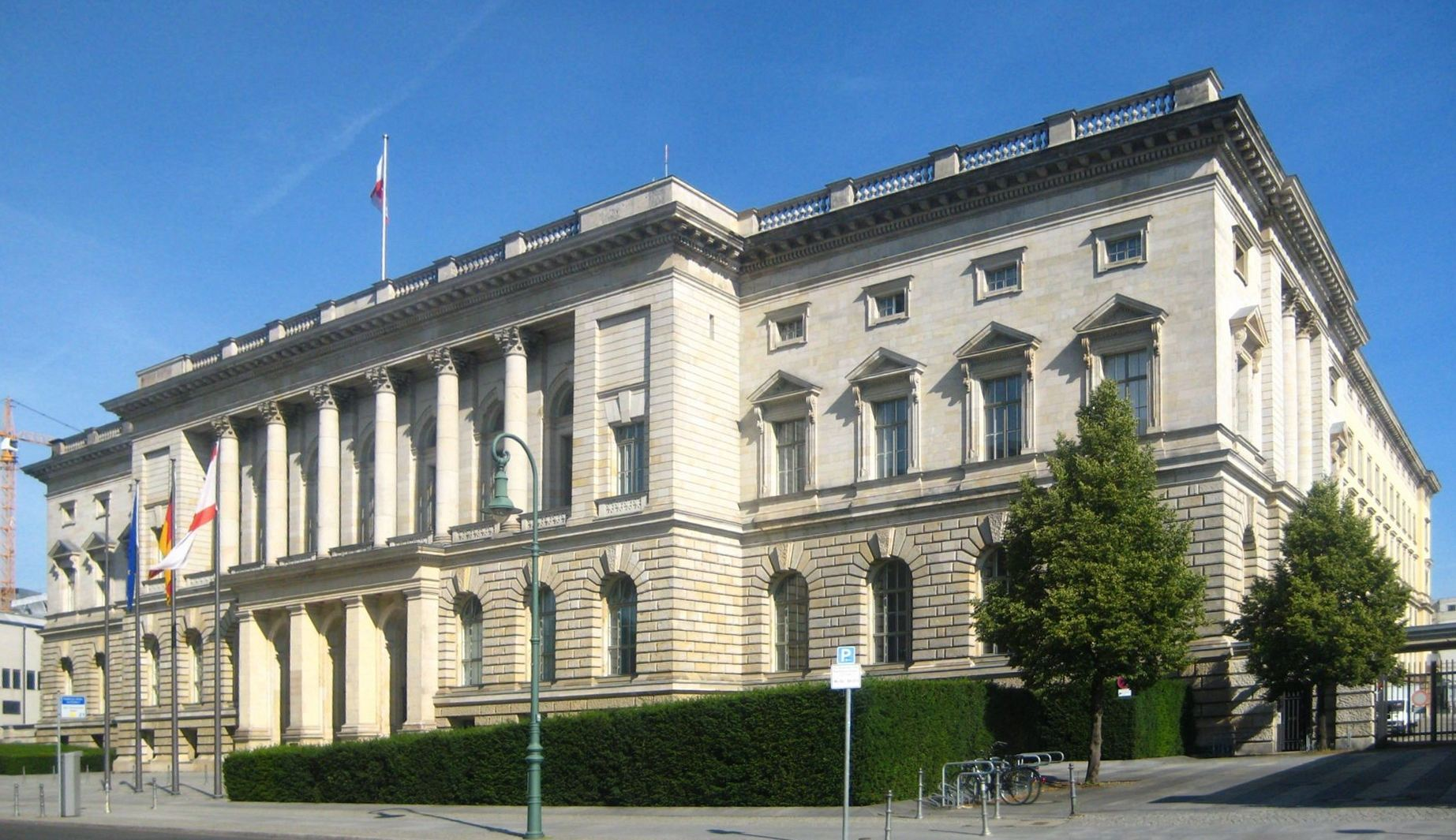
Abgeordnetenhaus of Berlin هو برلمان ولاية المدينة

الأحزاب المسيطرة بعد انتخابات 2016

< 2011    Next > [الإنجليزية]قالب:Party name with colour
Sozialdemokratische Partei Deutschlands – SPD|| 352,369 || 21.6 || ▼6.7 || 38 || ▼10
قالب:Party name with colour
Christlich Demokratische Union Deutschlands – CDU|| 288,002 || 17.6 || ▼5.8 || 31 || ▼8
قالب:Party name with colour
Die Linke|| 255,740 || 15.6 || ▲4.0 || 27 || ▲7
قالب:Party name with colour
Bündnis 90/Die Grünen|| 248,243 || 15.2 || ▼2.4 || 27 || ▼3
قالب:Party name with colour
Alternative für Deutschland – AfD|| 231,325 || 14.2 || ▲14.2 || 25 || ▲25
قالب:Party name with colour
Freie Demokratische Partei – FDP|| 109,431 || 6.7 || ▲4.9 || 12 || ▲12
قالب:Party name with colour || 31,908 || 2.0 || ▲1.1 || – || –
قالب:Party name with colour || 30,565 || 1.9 || ▲0.4 || – || –
قالب:Party name with colour || 28,321 || 1.7 || ▼7.2 || – || ▼15
|                          | Graue Panther            | 18,135    | 1.1    | ▲1.1 | –   | – |
|                          | Other parties            | 40,717    | 2.4    | –    | –   | – |
| Valid votes              | Valid votes              | 1,634,756 | 98.5%  | ▲0.1 |     |   |
| Invalid votes            | Invalid votes            | 25,690    | 1.5%   | ▼0.1 |     |   |
| Totals and voter turnout | Totals and voter turnout | 1,662,598 | 66.9%  | ▲6.7 | 160 |   |
| Electorate               | Electorate               | 2,485,363 | 100.00 | —    |     |   |
| Source:                  |                          |           |        |      |     |   |

### المدن الشقيقة

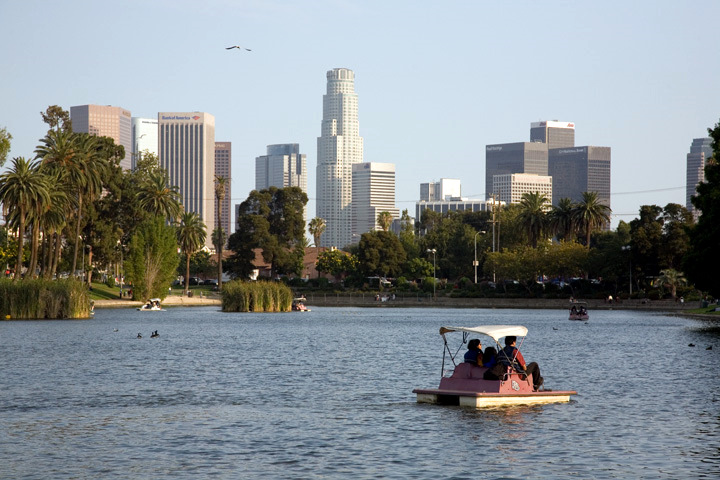
أصبحت لوس أنجلوس أول مدينة شقيقة لبرلين في عام 1967.

هناك مشاريع مشتركة مع عدد من المدن الأخرى، مثل بلغراد وكوبنهاغن وهلسنكي وجوهانسبرغ وشنغهاي وسيول وصوفيا وسيدني وفيينا. تشارك برلين في جمعيات المدن الدولية مثل اتحاد عواصم الاتحاد الأوروبي، المدن الأوروبية، شبكة المدن الأوروبية للثقافة، متروبوليس، مؤتمر القمة للمدن الكبرى في العالم، مؤتمر العواصم العالمية. المدن الشقيقة لها:
- 1967 Los Angeles, United States
- 1987 Paris, France
- 1988 مدريد، Spain
- 1989 فيينا، Austria
- 1989 إسطنبول، Turkey
- 1991 وارسو، Poland[10]
- 1991 Moscow, Russia
- 1991 بودابست، Hungary
- 1992 إقليم بروكسل العاصمة، Belgium
- 1993 جاكرتا، Indonesia
- 1993 طشقند، Uzbekistan
- 1993 مدينة مكسيكو، Mexico
- 1993 برن، Switzerland
- 1994 Beijing, China
- 1994 Tokyo, Japan
- 1994 بوينس آيرس، Argentina
- 1995 براغ، Czech Republic
- 2000 فادوتس، Liechtenstein
- 2000 ويندهوك، Namibia
- 2000 London, United Kingdom

## الأمان

### شرطة برلين

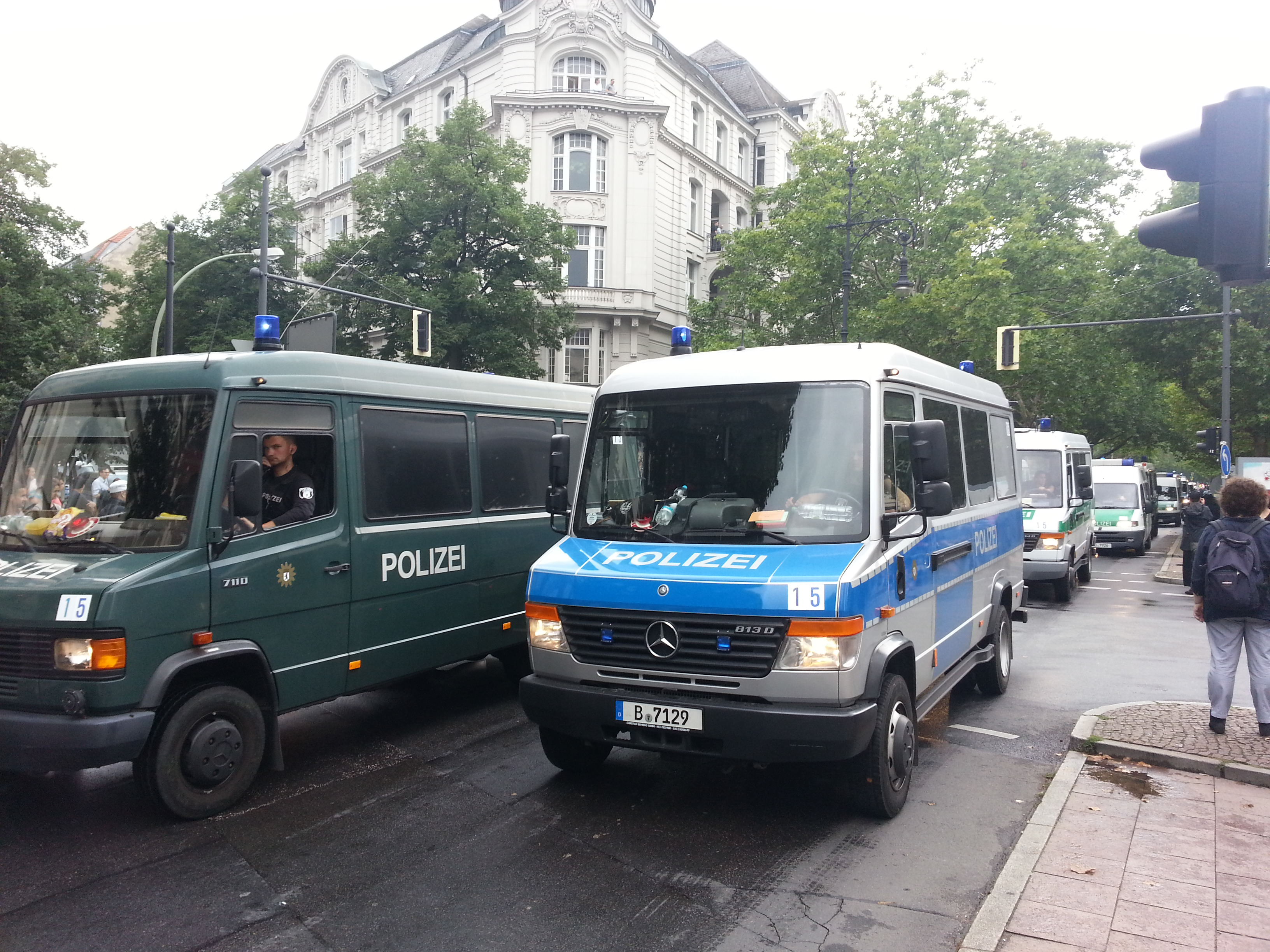
حافلة للشرطة ب الأزرق-الفضي

شرطة برلين (Der Polizeipräsident in Berlin '- قائد شرطة برلين)، أو بشكل عام Berliner Polizei هي قوة شرطة الولاية الألمانية لدولة مدينة برلين. ينقسم تطبيق القانون في ألمانيا بين الوكالات الفيدرالية ووكالات الدولة. تنقسم شرطة برلين إلى 6 مديريات محلية (Direktion). كل مديرية محلية مسؤولة عن واحدة إلى ثلاث مقاطعات في برلين:
- Direktion 1: Reinickendorf ، Pankow [11]
- Direktion 2: Spandau ، Charlottenburg-Wilmersdorf [12]
- Direktion 3: Mitte [13]
- Direktion 4: Tempelhof-Schöneberg ، Steglitz-Zehlendorf [14]
- Direktion 5: Friedrichshain-Kreuzberg ، Neukölln [15]
- Direktion 6: Marzahn-Hellersdorf ، Treptow-Köpenick ، Lichtenberg [16]

### الشرطة الاتحادية
الشرطة الفيدرالية (Bundespolizei أو BPOL) هي قوة شرطة اتحادية (في المقام الأول) في برلين وألمانيا. وهي تابعة لوزارة الداخلية الاتحادية (Bundesministerium des Innern (BMI)).
يمكن أيضًا استخدام Bundespolizei لتعزيز شرطة الولاية إذا طلبت ذلك حكومة الولاية ( ولاية ). تحتفظ BPOL بقوات الاحتياط هذه للتعامل مع المظاهرات الكبرى أو الاضطرابات أو الطوارئ، تكمل قدرات وحدات الدعم العملياتي للدولة. تتوفر العديد من مفارز التدريب العالي لحالات الأزمات التي تتطلب سيارات مدرعة أو مدافع مياه أو معدات خاصة أخرى.
يقوم محققو BPOL بإجراء تحقيقات جنائية فقط ضمن اختصاصها؛ وإلا يتم إحالة القضايا إلى قوة شرطة الولاية أو إلى وكالة التحقيقات الجنائية الفيدرالية، الشرطة الجنائية الفيدرالية (Bundeskr Criminalamt ، BKA). بالإضافة إلى ذلك، يتعاون Bundespolizei بشكل وثيق مع السلطات التنفيذية الألمانية، مثل مكاتب المدعي العام (Staatsanwaltschaft) في متابعة التحقيقات الجنائية.
لدى Bundespolizei المهام التالية:

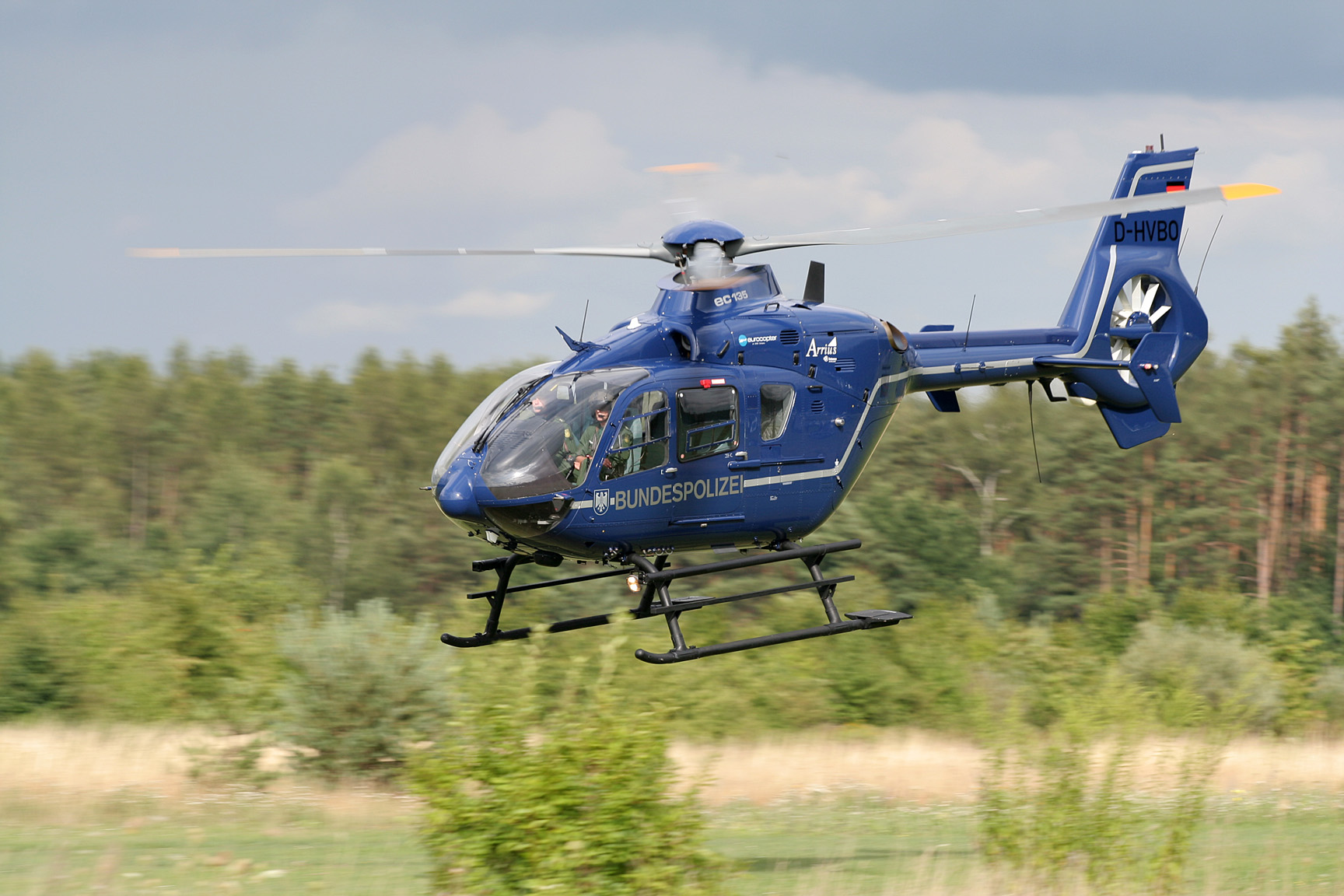
يوروكوبتر إي سي 135 تابعة لBundespolizei

- أمن الحدود (Grenzpolizei أو Grepo)، تشمل مراقبة جوازات السفر
- حماية المباني الفيدرالية مثل Schloss Bellevue، مقر إقامة رئيس ألمانيا.
- تزويد شرطة مكافحة الشغب الألمانية التابعة للحكومة الفيدرالية بأحداث الأمن الداخلي.
- تأمين أمن النقل في المطارات الدولية والسكك الحديدية الألمانية.
- توفير قوات مكافحة الإرهاب (GSG 9).
- دعم بعثات الشرطة الدولية للأمم المتحدة والاتحاد الأوروبي
- توفير الأمن الداخلي لبعض السفارات الألمانية.
- تقديم خدمة الإنقاذ بطائرة هليكوبتر.